# Klaus Peter Kisker
Klaus Peter Kisker (* 16. November 1932 in Bielefeld; † 24. Juli 2022 auf Ibiza) war ein deutscher Ökonom. Er war Professor für Volkswirtschaftslehre an der Freien Universität Berlin. Seine Arbeitsschwerpunkte waren die Kritische Rekonstruktion der Marxschen Theorie, die Erklärung internationaler Wettbewerbsfähigkeit von Ländern und Regionen sowie Fragen der Ökologischen Ökonomie.
Die Arbeiten Kiskers stehen in der Tradition der Marx’schen und Keynesianischen Theorie. Er versteht kapitalistische Ökonomien als Geldwirtschaften, die sich ungleichgewichtig und krisenhaft entwickeln. Insbesondere zur Analyse der konjunkturellen Zyklen und der längerfristigen Entwicklung kapitalistischer Gesellschaften leistete er mit seiner Interpretation der Stagnationstendenzen der entwickelten Metropolenökonomien als einer Phase struktureller Überakkumulation einen wichtigen Beitrag zur marxistischen Theorie kapitalistischer Entwicklung.

Klaus-Peter Kisker

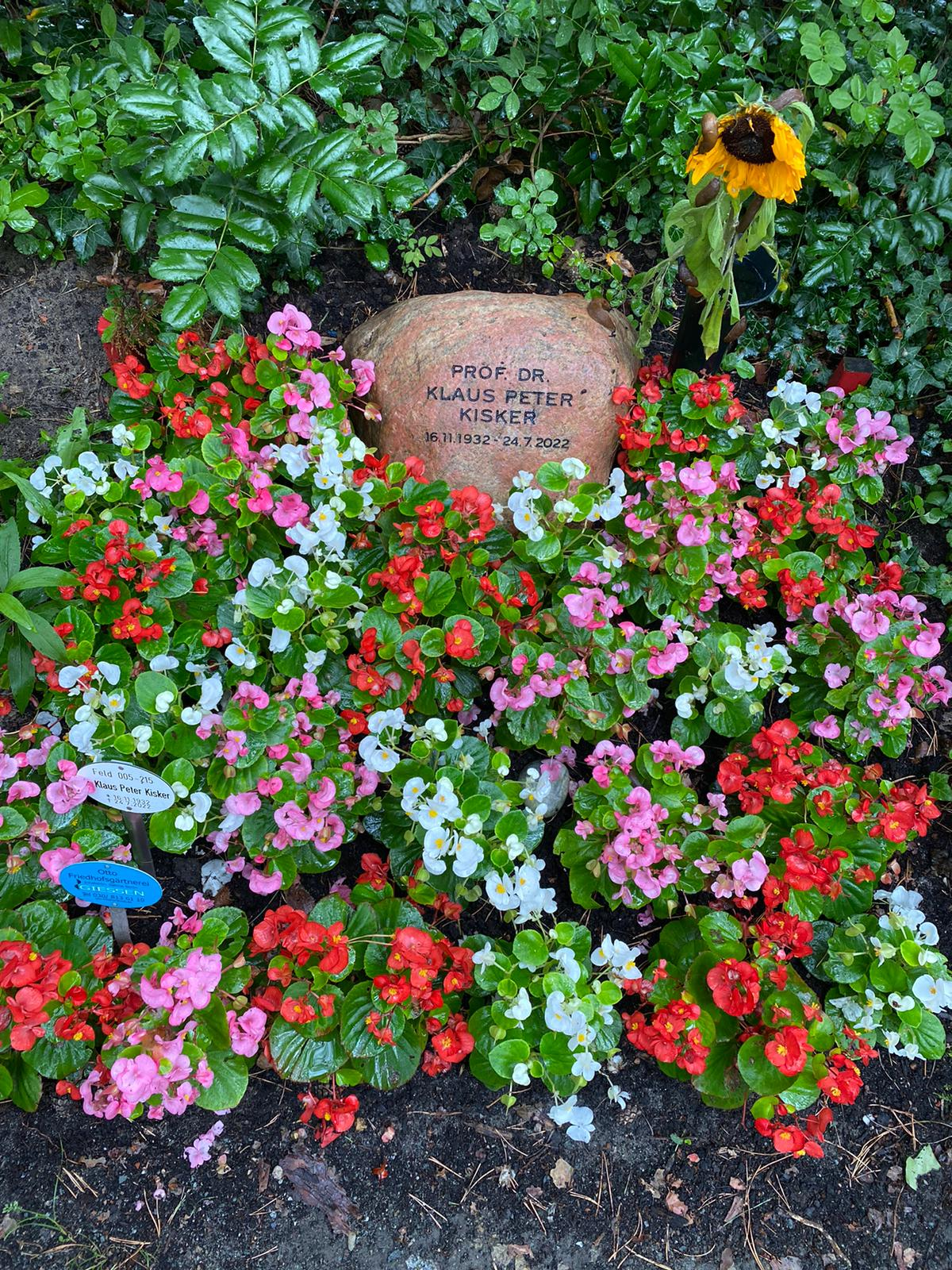
Grabstätte auf dem Waldfriedhof Dahlem

## Leben
Klaus Peter Kisker wurde am 16. November 1932 in Bielefeld geboren. 1954 erwarb er die Hochschulreife (Abitur), bis 1956 absolvierte er eine kaufmännische Lehre, begann aber bereits 1955 mit dem Studium der Volkswirtschaftslehre an der Technischen Hochschule Hannover. Von 1956 bis 1960 studierte er Volkswirtschaftslehre, Philosophie und Soziologie an der Freien Universität Berlin. 1963 erfolgte die Promotion zum Dr. rer. pol. an der Freien Universität Berlin mit dem Thema Die Erbschaftssteuer als Mittel der Vermögensredistribution. Von 1963 bis 1965 war er Lehrbeauftragter an der Fakultät für Wirtschafts- und Sozialwissenschaft der Freien Universität, zudem Assistentenvertreter an der Fakultät, im Senat der Freien Universität und Landesassistentenvertreter. 1965 bis 1967 arbeitete er als Research Associate an der Harvard University, Cambridge, USA. Er habilitierte sich 1970 an der Freien Universität Berlin, wo er im selben Jahr zum Professor für Allgemeine Volkswirtschaftslehre bzw. Politische Ökonomie am Fachbereich Wirtschaftswissenschaft ernannt wurde. Zu seinen speziellen Arbeitsgebieten gehörten Nationale und internationale Konzentration und Gewerkschaftspolitik sowie die Vermögensverteilung.
Er gehörte 1975 zu den Unterzeichnern des Memorandums „Für eine wirksame und soziale Wirtschaftspolitik“, aus dem die Arbeitsgruppe Alternative Wirtschaftspolitik hervorging.
Kisker war seit 1984 Vertrauensdozent der Hans-Böckler-Stiftung, seit 2005 war er Vertrauensdozent der Rosa-Luxemburg-Stiftung. Er war Mitherausgeber der Zeitschrift für sozialistische Politik und Wirtschaft und  Mitherausgeber der Zeitschrift Sozialismus.
Klaus Peter Kisker wurde auf dem Berliner Waldfriedhof Dahlem beigesetzt.

## Theorie der Strukturellen Überakkumulation
Kisker interpretierte den Strukturbruch kapitalistischer Gesellschaften seit Mitte der 1970er Jahre als eine Phase struktureller Überakkumulation. Strukturelle Überakkumulationskrisen sind nicht mit zyklischen Überakkumulationskrisen zu verwechseln, da sie nicht auf falschen Signalen seitens des Marktes beruhen und nicht durch kurzfristige Abschwünge beseitigt werden. Sie resultieren aus einem längerfristig, d. h. überzyklisch stattfindenden Fall der Profitrate (vgl. Gesetz des tendenziellen Falls der Profitrate), der ab einem gewissen Punkt nicht mehr durch steigende Profitmassen ausgeglichen werden kann. Der Grund liegt darin, dass die Akkumulationsraten selbst abhängig von der fallenden Profitrate sind. Strukturelle Überakkumulation erfordert wiederum strategisches Handeln der Kapitale heraus.

„So ist zu erklären,
- dass die Realinvestitionsquote deutlich zurückgegangen ist,
- dass die Unternehmer versuchen, ihre Investitionen auf Ersatz- und Rationalisierungsinvestitionen zu beschränken,
- dass sie auf Kosten der Realinvestitionen riesige Geldkapitale bilden und eher andere Firmen aufkaufen, als die Gewinne zum Ausbau bestehender Unternehmen zu verwenden, wobei sie in der Regel nicht an den Produktionskapazitäten, sondern lediglich an den Marktanteilen der aufgekauften Unternehmen interessiert sind. Deren Mitarbeiter und Maschinen stellen eine lästige Dreingabe dar.“

Durch diese Maßnahmen können zwar die einzelnen Kapitale ihren Gewinn stabilisieren, langfristig verschärfen sie damit jedoch die strukturelle Überakkumulation, da die Strategien zwar kurzfristig den Fall der Profitrate bremsen, aber gleichzeitig eine weitere zyklendurchschnittliche Senkung der Akkumulationsrate bewirken. Die Einschränkung der Realkapitalakkumulation bedeutet bei Zunahme des Anteils der Rationalisierungsinvestitionen, dass das langfristige Wachstum der Arbeitsproduktivität über dem des Sozialprodukts liegt. Die tendenziell steigende Entlassung von Arbeitskräften ist die Folge, die sich wiederum negativ auf die Binnennachfrage auswirkt.

## Feudo-Sozialismus und demokratischer Sozialismus
Klaus Peter Kisker hält auch nach dem Niedergang des Realsozialismus an der Perspektive einer sozialistischen Gesellschaftsveränderung fest. Das Scheitern der nichtkapitalistischen Gesellschaften des Ostblocks ist für ihn unumstößlich, ist aber nicht gleichbedeutend mit einem Scheitern sozialistischer Konzeptionen überhaupt. Dies nicht nur deshalb, da die sozialen und ökologischen Kosten der entwickelten kapitalistischer Ökonomien weiter nach einer Alternative verlangen, sondern auch deshalb, da die an ihre Grenzen gestoßenen nichtkapitalistischen Gesellschaften des Ostblocks nur als „feudosozialistische“ zu begreifen sind, die aus der asiatisch-feudalen Produktionsweise Russlands hervorgegangen sind und dessen antidemokratischen und repressiven Elemente bewahrt haben.

„Wenn es stimmt, dass eine neue Gesellschaft ‚in jeder Beziehung ökonomisch, sittlich, geistig noch behaftet ist, mit den Muttermalen der alten Gesellschaft, aus deren Schoß sie herkommt‘ (Karl Marx), dann war es in Russland 1917 nicht nur nicht zu vermeiden, sondern dann galt hier aufgrund der Ausgangsbedingungen im besonderen Maße, dass beim Aufbau der neuen Gesellschaft zwangsläufig wesentliche Teile der alten Feudalordnung übernommen wurden“

Kisker strebte indessen ein Modell an, in dem die Informationsflüsse und Entscheidungen in einem gegliederten System von Wirtschafts- und Sozialräten von unten nach oben verlaufen und globale Ziele der Produktion sowie des Konsums demokratisch festgelegt werden. Märkte stehen nicht im Gegensatz zu einem solchen Sozialismusmodell, sondern sollen im Gegensatz dazu weiter zum Zwecke der Feinsteuerung ökonomischer Prozesse genutzt werden, um eine optimale Allokation sicherzustellen und um die Räte zu entlasten.

## Veröffentlichungen

### Bücher
- Die Erbschaftssteuer als Mittel der Vermögensredistribution, Berlin 1963.
- Öffentlicher Aktivkredit und öffentliche Kreditversicherung als Mittel der Wirtschafts- und Finanzpolitik, Berlin 1970.
- mit H. J. Brauns, U. Jaeggi, A. Zerdick und B. Zimmermann: SPD in der Krise, Frankfurt a. M. 1976.
- mit M. Knoche und A. Zerdick: Wirtschaftskonjunktur und Pressekonzentration in der BRD, München/New York/London/Paris 1979.
- Multinationale Konzerne. Ihr Einfluß auf die Lage der Beschäftigten, Köln 1982, Russische Ausgabe Moskau 1985.
- Bischoff, J./Deppe, F./Kisker, K. P. (Hg.): Das Ende des Neoliberalismus? Wie die Republik verändert wurde, Hamburg 1998.
- Hickel, R./ Kisker, K. P./ Mattfeldt, H./ Troost, A. (Hg.): Politik des Kapitals heute, Hamburg 2000.
- Kisker, K.P./Heine, M. (Hg.): Wirtschaftswunder Berlin, Berlin 1987.
- Heine, Michael/Klaus Peter Kisker/Andreas Schikora: Schwarzbuch EG-Binnenmarkt. Die vergessenen Kosten der Integration, Berlin 1992.
- Meißner, H.-R./Kisker, K. P./Bochum, U./Aßmann, J.: Die Teile und die Herrschaft. Die Reorganisation der Automobilproduktion und der Zulieferbeziehungen, Berlin 1994.

### Artikel
- A Note on the Negative Income Tax, in: National Tax Journal Nr. 1, 1967.
- Vermögenskonzentration und Vermögenspolitik im Spätkapitalismus, in: Gewerkschaftliche Monatshefte, Nr. 2, 1972.
- Verhalten deutscher Unternehmen in Entwicklungsländern; in: Leminski, G./Otto, B. (Hg.): Gewerkschaften und Entwicklungspolitik; Köln, 1975.
- Jaeckel, E./Kisker, K.P./Müller, H.E./Oertzen, D.: Zu den Auswirkungen der Multinationalisierung der westdeutschen Wirtschaft auf die Beschäftigten am Beispiel des Siemens-Konzerns, in: WSI-Mitteilungen, Sonderheft: Gewerkschaftsstaat oder Unternehmerstaat? 12/1976.
- Multinationale Konzerne der Bundesrepublik Deutschland und unterentwickelte Länder, in: Senghaas, D./Menzel, U. (Hg.): Multinationale Konzerne und Dritte Welt, Opladen 1978.
- Lange Wellen als Hoffnungsträger, in: Prokla, spw, Sozialismus, Memorandum, IMSF (Hg.): Kontroversen zur Krisentheorie, Hamburg 1986.
- Ökologische Krise versus ökonomische Krise, in: Krasemann/Hochschule der Künste Berlin (Hg.): Leben ohne Militär – Perspektive oder Utopie?, Berlin 1989.
- Perspektiven für die 90er Jahre, in: Busch, R. (Hg.): Berlin 2000, Berlin 1989.
- Ökonomische Lehren aus dem Scheitern des „Feudosozialismus“, in: Das Argument 180, Heft 2, 1990.
- Krise des Sozialismus? In: Initial Nr. 1, 1991.
- Michael Heine/Klaus Peter Kisker/Andreas Schikora: Schwarzbuch EG-Binnenmarkt. Die vergessenen Kosten der Integration, Berlin 1992.

### Online verfügbare Beiträge
- Strukturelle Überakkumulation und Krise der Erwerbsarbeit, in: „Z“, Nr. 31, 1997 (PDF-Datei; 35 kB)
- Bischoff, J. / Deppe, F. / Kisker, K. P. (Hg.): Das Ende des Neoliberalismus? Wie die Republik verändert wurde, Hamburg 1998, darin: Kisker, K.P., Der Neoliberalismus ist die Verschärfung, nicht die Lösung von Krisen (PDF; 44 kB).
- Kapitalkonzentration, Monopolisierung, Monopoltheorie, Theoriegeschichtliche Aspekte, in: „Z“ Nr. 39, 1999. (PDF-Datei; 46 kB)
- Globalisierung und internationale Mobilität deutscher Industrieunternehmen, in: Bülow/Hein/Köster (Hg.), Globalisierung und Wirtschaftspolitik, Marburg 1999. (PDF-Datei; 34 kB)
- Hickel / Kisker / Mattfeldt / Troost (Hg.): Politik des Kapitals heute, Hamburg 2000.darin: Kisker, Klaus Peter, Empörung der modernen Produktivkräfte gegen die modernen Produktionsverhältnisse im Zeitalter der Globalisierung (PDF; 27 kB).
- Internationale Kapitalmobilität – Verschärfung der Ausbeutung in der Ersten und Dritten Welt, in: Alexandra Baum-Ceisig / Anne Faber (Hg.): Soziales Europa?, Wiesbaden 2005. (PDF-Datei; 59 kB)
- Globalisierung, Zerstörung der Zivilgesellschaften, in: Strauß, B./Geyer, M. (Hg.): Psychotherapie in Zeiten der Globalisierung, Göttingen 2006 (erscheint demnächst).

### Festschriften
- A. Schikora, A. Fiedler, E. Hein, E. (Hrsg.): Politische Ökonomie im Wandel. Festschrift für Klaus Peter Kisker. Marburg 1992.
- O. Gerlach, O. Kalmring, A. Nowak (Hrsg.): Mit Marx ins 21. Jahrhundert. Zur Aktualität der Kritik der Politischen Ökonomie. Festschrift für Klaus Peter Kisker. Hamburg 2003.

### Interviews
- Er hat nicht kapiert, worum es geht, Interview mit Paul Katzenberger, in: sueddeutsche.de, 19. Mai 2005 (über Äußerungen von Franz Müntefering)
- Plädoyer für eine gesellschaftliche Profitorientierung; Interview mit Stefan Kalmring und Andreas Nowak; in: Utopie kreativ, Heft 198, April 2007, S. 335 – 343. (PDF-Datei; 76 kB)